# 5x5 The Best Selection of 2002-2004
5x5 The Best Selection of 2002-2004 è il secondo greatest hits del gruppo musicale giapponese degli Arashi. L'album è stato pubblicato il 10 novembre 2004 dalla J-Storm ed ha raggiunto la prima posizione della classifica Oricon degli album più venduti in Giappone.

## Tracce
CD 1
1. Hero – 4:54
2. Hitomi no Naka no Galaxy – 5:19
3. Tochuu Gesha – 4:16
4. Right Back to You – 3:35
5. Pikanchi Double – 5:07
6. Kotoba Yori Taisetsu na Mono – 4:02
7. Hadashi no Mirai – 4:41
8. Lucky Man – 5:07
9. Blue – 5:36
10. Tomadoi Nagara – 4:15
11. Fuyu No Nioi – 5:12
12. Pikanchi – 4:51
13. Nemuranai Karada – 4:33
14. Nice na Kokoroiki – 3:58
15. A Day in Our Life – 4:40
16. La Tormenta 2004 – 4:06

CD 2
1. Arashi
2. Sunrise Nippon
3. Typhoon Generation
4. Kansha Kangeki Ame Arashi
5. Kimi no Tame ni Boku ga Iru
6. Jidai
7. A Day in Our Life
8. Nice na Kokoroiki
9. Pikanchi
10. Tomadoi Nagara
11. Hadashi no Mirai
12. Kotoba Yori Taisetsu na Mono
13. Pikanchi Double
14. Hitomi no Naka no Galaxy
15. Hero
16. Lucky Man